# أولاد عياد المركز (الدروة)
أولاد عياد المركز هي إحدى مشيخات المملكة المغربية، تتبع جغرافيا لإقليم برشيد وإداريًا لالدروة. يقدر عدد سكانها بـ 5862 نسمة حسب الإحصاء الرسمي للسكان والسكنى لسنة 2004.